# Иванов, Азарий Иванович
Азарий Иванович Иванов (10 декабря 1895, Казань, Российская империя — 13 июля 1956, пос. Репино, Ленинградская область) — советский музыкальный деятель, композитор, издатель, педагог.

## Биография
Во время Гражданской войны сражался на Сибирском фронте (1918 - 1920), служил в армии до 1923 года.
Окончил Восточный музыкальный техникум в Казани (класс фортепиано К. А. Корбута), в 1928 — Ленинградскую консерваторию (класс композиции В. П. Калафати, М. О. Штейнберга). В 1928—1931 гг. преподавал в музыкальном техникуме в Чкалове, заведовал там же учебной частью. С 1931 г. преподавал теоретические предметы и заведовал оркестровым отделением в 1-м Ленинградском музыкальном училище; затем преподавал музыкально-теоретические дисциплины в различных музыкальных учебных заведениях Ленинграда.
В период 1939 - 1940 гг. участвовал в Войне с белофиннами.
С 22 июня 1941 года, в должности старшего помощника начальника связи 19 армии, майор. В 1944 году - помощник начальника отдела строевой и боевой подготовки управления связи 2-го Белорусского фронта.
С 1945 по 1953 годы — главный редактор Ленинградского отделения Государственного музыкального издательства (Музгиз).

## Творческая деятельность
- Автор учебных пособий "Руководство для игры на аккордеоне" и "Начальный курс игры на баяне"
- Составитель серий популярных нотных сборников "Русские песни" и "Альбом баяниста"
- Автор множества обработок и переложений для баяна

### Избранные музыкальные сочинения
для симфонического оркестра
- Балетная сюита (1952)

для духового оркестра
- марши

для эстрадного оркестра
- три танца

для фортепиано
- 5 казахских песен (для фортепианного трио)
- соната (1927)
- Вариации (1926)
- Маленькие пьесы (1950)

для баяна
- обработки и переложения народных песен и танцев.

## Награды
- орден Красной Звезды (15.03.1943)
- орден Отечественной войны II степени (06.07.1944)
- орден Отечественной войны I степени (08.07.1945)
- медаль "За боевые заслуги" (06.11.1945) - за выслугу лет в Северной группе войск.
- медаль "За оборону Советского Заполярья" (05.12.1944)
- медаль «За победу над Германией в Великой Отечественной войне 1941—1945 гг.» (09.05.1945)